# Петрунь
Пе́трунь (коми Петрунь) — село в городском округе Инта Республики Коми России.

## Этимология
Топоним возник во время Всероссийской переписи 1897 года и восходит к имени отца первых поселенцев Петра Семеновича Хозяинова.

## История
Основано в 1871 году братьями Симоном, Василием и Иваном Петровичами Хозяиновыми — выходцами из села Мохча (территория современного Ижемского района). Первоначально называлось Балбан.
По состоянию на 1920 год, в селе имелось 29 дворов и проживало 182 человека (79 мужчин и 103 женщины). В административном отношении являлось центром Георгиевского общества Верхнеусинской волости Ижмо-Печорского уезда.

## География
Село находится в северо-восточной части Республики Коми, на правом берегу реки Усы, на расстоянии примерно 51 километра (по прямой) к северо-востоку от города Инты, административного центра района. Абсолютная высота — 55 метров над уровнем моря.
Климат
Климат характеризуется как умеренно континентальный, с продолжительной морозной многоснежной зимой и коротким холодным летом. Средняя температура воздуха самого тёплого месяца (июля) составляет 14,6 °C; самого холодного (января) — −20,3 °C. Среднегодовое количество атмосферных осадков составляет 547 мм. Интересно, что из метеостанций Коми Петрунь имеет самый низкий абсолютный минимум апреля, достигающий почти -43° С (-42.8°) при теоретическом потолке апрельского значения для самого северо-востока Коми около -44°-45°, что даже превосходит более чем на два градуса Елецкий с почти -41° (-40.7°), сорокаградусные морозы апреля отмечались только на этих двух станциях региона, притом что зимние минимумы не холоднее и даже несколько выше средних арифметических в республике и лишь несколько ниже Воркуты, при абсолютном январском минимуме ровно -53°. 
Часовой пояс
Петрунь, как и вся Республика Коми, находится в часовой зоне МСК (московское время). Смещение применяемого времени относительно UTC составляет +3:00.

## Население
| 2010 |
| ---- |
| 439  |

Гендерный состав
По данным Всероссийской переписи населения 2010 года в гендерной структуре населения мужчины составляли 50,3 %, женщины — соответственно 49,7 %.
Национальный состав
Согласно результатам переписи 2002 года, в национальной структуре населения коми составляли 84 % из 575 чел.